# 吉澤一喜
吉澤 一喜（よしざわ かずき、1886年（明治19年）4月28日 - 1972年（昭和47年）10月26日）は、日本の武道家。
段位は居合道範士九段、剣道範士七段、銃剣道範士八段、柔道八段、整復術八段。“武道日本一合計四十段”と称され、全日本柔道選士権で優勝した戦績を有すほか、伯耆流居合では大家としてその名を知られた。
身長180cm以上、体重約94kgの偉丈夫であった。

## 生涯

### 生い立ち
熊本県下益城郡松橋歌里（現宇城市松橋町）の傘屋に生まれ、幼少より剣道、柔道を学んだ。宇土鶴城学院中等部を卒業後、同校の助教を務めた。

### 陸軍に入隊
日露戦争開戦後の明治38年、志願して陸軍歩兵第13連隊に入隊した。
その後陸軍戸山学校に入校し、明治41年卒業に際し、成績優秀により明治天皇から恩賜の銀時計を受けた。准尉に進み、熊本陸軍幼年学校助教を務め、伯耆流の星野龍太が同校の剣道師範を務めていた縁で星野道場に入門した。この道場で星野九門、龍太から伯耆流居合を学んだ。

### アメリカ人ボクサーを倒す
明治44年頃、熊本市内の東雲座でアメリカ人ボクサーの興行があり、彼らと異種試合をした日本人柔道選手が次々に敗れた。観戦していた吉澤に飛び入りを勧める者もいたが、帝国軍人が見世物になるわけにはいかず無視した。しかし、会場が観衆の罵声で騒然となったため、同席していた幼年学校長は吉澤に出場を命じ、一行の中で最強のネリオン・ホースと戦うこととなった。試合が始まるやいなや吉澤は背負い投げで勝ち、観衆から大歓声を受けた。この場に居合わせた熊本剣道界の重鎮・野田長三郎は、吉澤を養子に迎え、吉澤は野田姓となった。

### 大日本武徳会
3年たらずで幼年学校を退職し、大正2年に京都の大日本武徳会本部講習生となった。翌大正3年から武徳祭大演武会の剣道、居合、柔道の部に欠かさず出場した。京都第一商業学校に教諭（のち教頭）として勤務し、野田が亡くなると吉澤姓に戻った。

### 第二次大戦中
昭和10年代は戦時色を反映して銃剣術が盛んになった。吉澤は剣道の大会に木銃を手に出場し、対戦相手の宮崎茂三郎を強烈な突き技で仰向けに倒し、場内を沸かせた。昭和15年、銃剣術範士に昇進。
太平洋戦争敗戦間近、三重県志摩半島に敵が上陸してくるという情報が流れ、吉澤が隊長となり、関西の武道家60余名が斬り込み隊を結成。日本の降伏後、吉澤は自決を覚悟したが、思いとどまった。占領軍指令により武道が禁止され、吉澤は公職追放されたが、「原子爆弾一発で20万人もの人を殺したことに比べて、ヤアヤア我こそはと名乗りを上げ一人ずつ戦う我々の武道がなぜいかんのか」と反発し、刀を手放すことはなかった。

### 柔道家として
跳腰や釣込足、固技を得意とし、現役時代は全日本選士権大会（専門成年後期の部）で昭和5年3位、翌6年に優勝を果たす。磯貝一や佐村嘉一郎（ともに後の10段）を師と仰いで昭和22年に講道館から8段位を授与され、皇宮警察京都護衛署で後進の指導に当たって京都府柔道連盟では顧問を務めた。
昭和36年12月、フランス・パリで開かれた第3回世界柔道選手権大会に高山義三京都市長の代理として出席し、姉妹都市盟約を記念して兜を贈呈した。パリ市長から返礼として伊吹武彦京都大学教授とともに功労メダルを贈られた。また、パリのクーベルタンスタジアムで伯耆流居合を演武し、好評を博した。

### 伯耆流居合の普及
戦前まで伯耆流居合を教えることはなかったが、昭和31年に全日本剣道連盟居合道部が発足すると加盟し、弟子をとるようになった。昭和37年、全日本剣道連盟から居合道九段を授与された。この頃、全日本剣道連盟は居合道の統一された形を作る方針を打ち出し、吉澤はその会合に招かれた。昭和44年、全日本剣道連盟居合を制定した。
昭和47年、86歳で死去した。